# Aleksandrów (powiat Biłgorajski)
Aleksandrów is een dorp in het Poolse woiwodschap Lublin, in het district Biłgorajski. De plaats maakt deel uit van de gemeente Aleksandrów en telt 3100 inwoners.

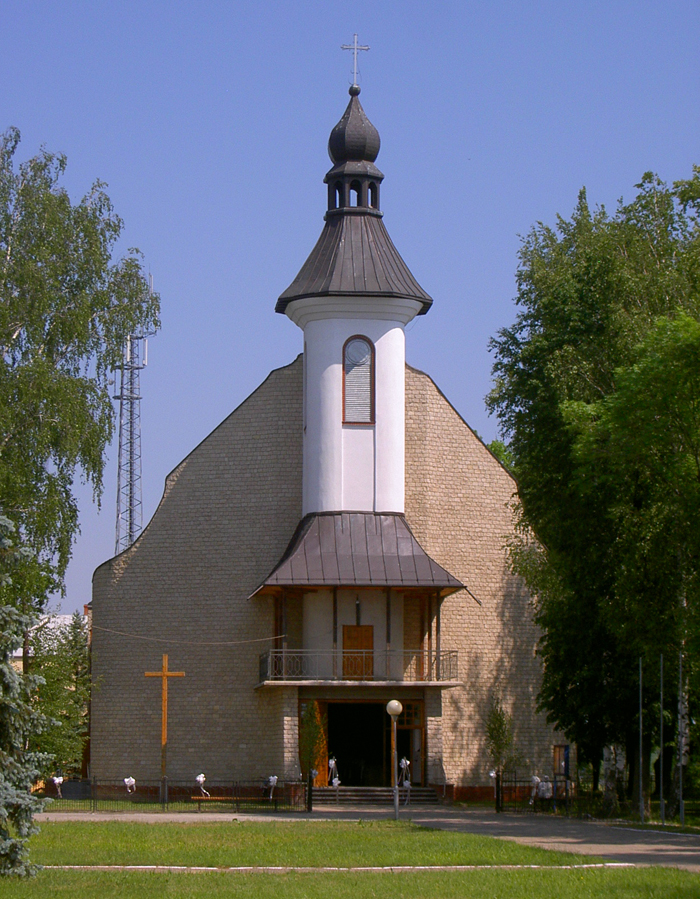
Kościół w Aleksandrowie
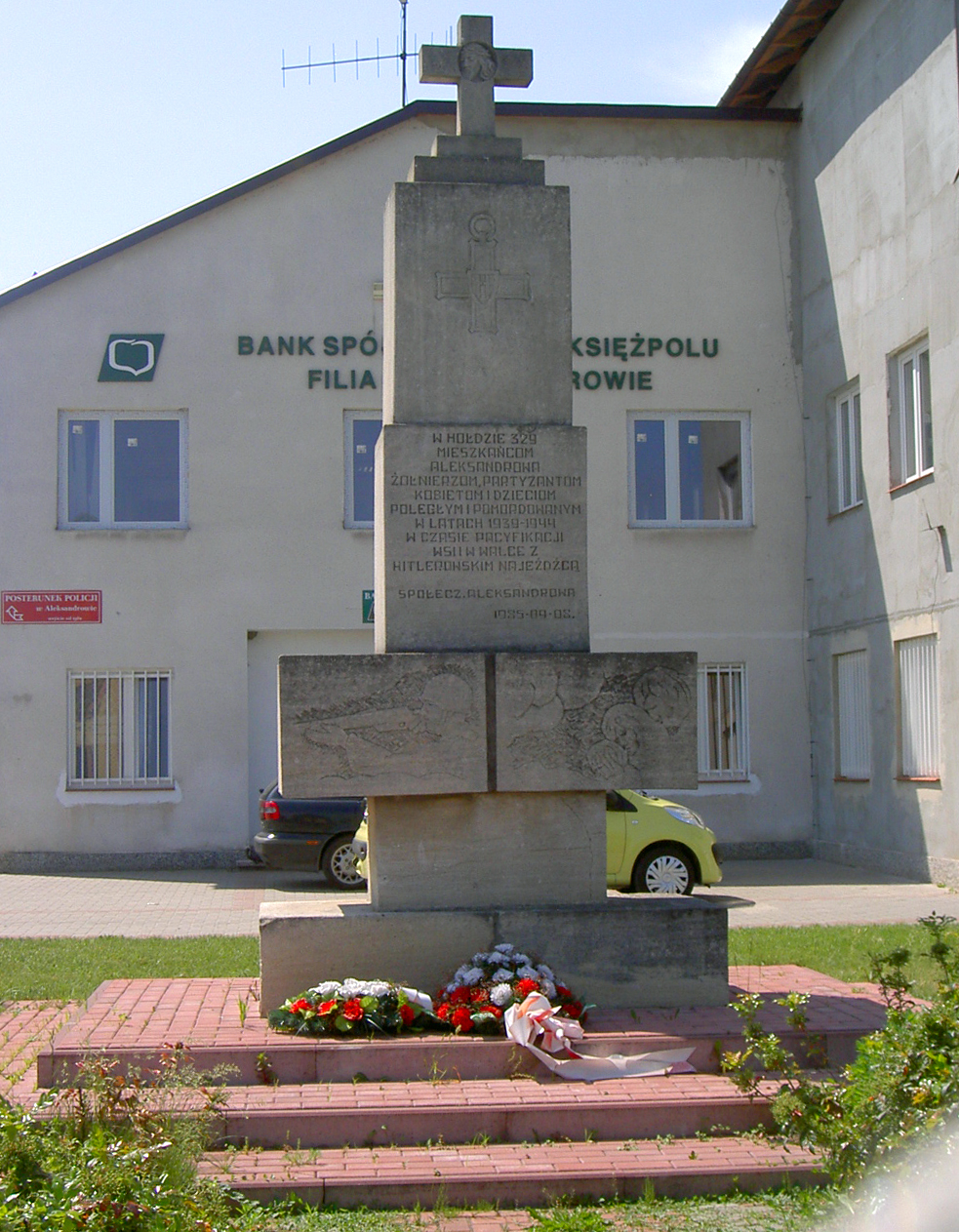
Pomnik w centrum wsi